# Winter Garden Theatre
Il Winter Garden Theatre è un teatro di Broadway, sito nel quartiere di Midtown Manhattan a New York

## Storia
Il teatro fu costruito nel 1896 da William Kissam Vanderbilt come punto di compravendita per cavalli. Nel 1911 gli Shuberts acquistarono l'edificio e l'architetto William Albert Swasey lo riconvertì a teatro. Nella sua nuova funzione, l'edificio aprì al pubblico il 10 marzo 1911, diventando così il quarto teatro a chiamarsi Winter Garden nella storia della città. Il Winter Garden Theatre fu inaugurato con il musical di Jerome Kern La Belle Paree, che lanciò la carriera di Al Jolson.
Nel 1922 il teatro fu ristrutturato su progetto di Herbert J. Krapp, che rese il suo palco uno dei più grandi di Broadway ed abbassò consideratamente l'arco del proscenio. Con i suoi 1526 posti a sedere, il teatro è uno dei più capienti di Broadway. Nel 1982 il musical Cats debuttò al Winter Garden Theatre e rimase in scena per 7485 rappresentazioni. Dopo il termine nelle repliche nel 2000, il teatro fu ristrutturato dall'architetta Francesca Russo per riportarlo al progetto del 1922 dopo le modifiche apportate alla platea dai produttori di Cats.
La capienza e le dimensioni del palco hanno reso il Winter Garden Theatre più adatto ad ospitare allestimenti di musical piuttosto che opere di prosa e negli oltre cent'anni della sua storia il teatro ha visto le prime di pietre miliari del teatro musicale. Nel 1957 West Side Story debuttò proprio al Winter Garden Theatre, mentre nel 1964 Barbra Streisand calcò le scene del teatro con Funny Girl. Un anno prima, Vivien Leigh aveva cantato al Winter Garden nel musical Tovarich, mentre altri importanti allestimenti ospitati dal teatro sono stati Mame (1964) e Gypsy (1974) con Angela Lansbury, le prime dei musical di Stephen Sondheim Follies (1973) e Pacific Overtures (1976), quasi quindici anni di repliche di Mamma Mia! (2001-2014) e un revival di The Music Man con Hugh Jackman e Sutton Foster (2020).